# UTC+07:00
Giờ UTC+07:00, còn gọi là Múi giờ Đông Dương (Tiếng Anh: Indochina Time - ICT), là múi giờ cho các quốc gia:
- Lào
- Thái Lan (từ năm 2001)
- Campuchia
- Việt Nam (từ năm 1975)
- Indonesia (Miền Tây)
- Một số tỉnh thành tại Nga (Giờ mùa hè Omsk và Giờ Krasnoyarsk)
- Cận tây của Mông Cổ

Ở các ứng dụng giờ ở phần mềm máy tính, giờ UTC+7 thường có tên là Băng Cốc, Hà Nội (đôi khi là TP. Hồ Chí Minh), Jakarta, Viêng Chăn, Phnôm Pênh,...